# Network Layer Reachability Information
Network Layer Reachability Informationは、IPアドレスとサブネットマスク長を表す数字を組み合わせる表記方法である。
BGPのUpdateメッセージを通してBGPルーター間で使われる。BGP version4から使用される。

## 例
Prefix "192.2.0.5/24"をNLRIで表現すると、（24, 192.2.0.5）となる。